# Senjang déli vasútállomás
Senjang déli vasútállomás (egyszerűsített kínai írással: 沈阳南站; hagyományos kínai írásssal: 瀋陽南站; pinjin: Shěnyáng Nán Zhàn) egy csúcskategóriás vasútállomás Kínában Senjang város Hunnan kerületében. Az állomás 2015. szeptember 1. nyílt meg, tulajdonosa a China Railways Corporation, üzemeltetője a China Railway Shenyang Group.

## Vasútvonalak
Az állomást az alábbi vasútvonalak érintik:
- Harbin–Talien nagysebességű vasútvonal
- Shenyang–Dandong intercity railway

## Kapcsolódó állomások
A vasútállomáshoz az alábbi állomások vannak a legközelebb:
- Liaoyang railway station (Dalian railway station, Harbin–Talien nagysebességű vasútvonal)
- Senjang vasútállomás (Harbin vasútállomás, Harbin–Talien nagysebességű vasútvonal)
- Benxixincheng Railway Station (Dandong Railway Station, Shenyang–Dandong intercity railway)